# Стокгольмская школа экономики в Риге
Стокгольмская школа экономики в Риге (англ. Stockholm School of Economics in Riga; SSE Riga, латыш. Rīgas Ekonomikas augstskola; REA) — высшее учебное заведение в Риге, Латвия.

## История
Школа была основана 30 июля 1993 года по договору правительства Швеции (представленному Стокгольмской школой экономики) и правительства Латвии (представленного министром образования и науки Латвийской Республики). Первый учебный год начался 11 июля 1994 года, при этом сначала занятия проходили в помещениях Латвийского университета, поскольку реставрация здания по улице Стрелниеку, 4а не была закончена. 8 ноября 1994 года в присутствии президента Латвии Гунтиса Улманиса и короля Швеции Карла XVI Густава отреставрированное учебное здание было торжествено открыто, с тех пор все занятия проходят там. В первом наборе было 56 студентов, все из них — из Латвии. Второй набор был расширен до 100 студентов, в дальнейшем ежегодно в школу поступало 115—120 студентов.
В 2003 году была запущена программа Executive MBA. В 2004 году был открыт Институт TeliaSonera, в 2009 — центр журналисткого образования, в 2012 — Центр устойчивого бизнеса.
В 2010 году школа была реорганизована в бесприбыльное общество с ограниченной ответственностью. Все доли в обществе принадлежат фонду «SSE Riga Foundation», в правление которого входят представители правительств Латвии и Швеции, Стокгольмской школы экономики, Латвийского университета и представитель Ассоциации выпускников школы.

## Образовательные программы
Преподавание в школе ведётся на английском языке, основную часть преподавательского состава представляют англоязычные преподаватели. Школа предлагает следующие образовательные программы:
- Программа «Экономика и предпринимательство» с присвоением академической степени «Бакалавр социальных наук в экономике»;
- Программа «Управление предпринимательством» с присвоением степени «Магистр делового администрирования»[5].